# Kyuss/Queens of the Stone Age
| Оценки критиков | Оценки критиков |
| Источник        | Оценка          |
| --------------- | --------------- |
| Allmusic        | [ 1 ]           |
| Kerrang!        | [ 2 ]           |

Kyuss/Queens of the Stone Age — мини-сплит, выпущенный в декабре 1997 года. Первые 3 песни представлены Kyuss, последние 3 — новой на то время группой Омма Queens of the Stone Age.

## Об альбоме
Kyuss/Queens of the Stone Age включает кавер на песню Black Sabbath «Into the Void», который изначально был выпущен Man's Ruin как B-сайд сингла «Fatso Forgotso» в 1996. Песня «Fatso Forgotso Phase II» появилась под названием «Flip the Phase» в сингле «One Inch Man» в 1995. «Fatso Forgotso» и «Fatso Forgotso Phase II (Flip the Phase)» переизданы на Muchas Gracias: The Best of Kyuss.
«If Only Everything» и «Born to Hula» были ранее выпущены на Gamma Ray 7" в 1996. EP Kyuss/Queens of the Stone Age, выпущенный спустя год, является первым релизом, на котором появляется название «Queens of the Stone Age». «If Only Everything» — ранняя версия песни «If Only», которая появилась на одноимённом дебютном альбоме Queens of the Stone Age. Перезаписанная версия «Born to Hula» появилась на B-сайде сингла «Lost Art of Keeping a Secret», а позже и на мини-альбоме Stone Age Complication.
«Spiders and Vinegaroons» была использована как тема в меню концертного DVD/CD релиза Over the Years and Through the Woods, а позже её включили в переиздание дебютного альбома Queens of the Stone Age в 2011.

## Список композиций
| №                   | Название                                   | Звукозапись и обработка      | Длительность |
| ------------------- | ------------------------------------------ | ---------------------------- | ------------ |
| 1.                  | «Into the Void (кавер на Black Sabbath)»   | Билл Байзау, Фрэд Дрэйк      | 8:00         |
| 2.                  | «Fatso Forgotso»                           | Фрэд Дрэйк, Джош Хомме, Хэтч | 8:33         |
| 3.                  | «Fatso Forgotso Phase II (Flip the Phase)» |                              | 2:17         |
| 4.                  | «If Only Everything»                       |                              | 3:32         |
| 5.                  | «Born to Hula»                             |                              | 5:05         |
| 6.                  | «Spiders and Vinegaroons»                  |                              | 6:24         |
| Общая длительность: | Общая длительность:                        | Общая длительность:          | 33:51        |

## Состав
- Джон Гарсия — вокал («Born To Hula»)
- Скотт Ридер — бас-гитара («Fatso Forgotso»)
- Альфредо Эрнандес — ударные
- Хэтч — звук
- Джош Хомме — гитара, вокал, бас («If Only Everything», «Born To Hula», «Spiders and Vinegaroons»)
- Ван Коннер — бас («If Only Everything»)
- Виктор Индриззо — ударные («If Only Everything», «Spiders and Vinegaroons»)
- Фрэд Дрэйк
- Мэтт Кэмерон — ударные («Born To Hula»)
- Крис Госс — другое («Spiders and Vinegaroons»)